# Olympia 77 (album de Gilbert Bécaud)
Albums de Gilbert Bécaud
L'amour c'est l'affaire des gens C'est en septembre
(1978)
Avec une direction d'orchestre de Gilbert Sigrist, Gilbert Bécaud enregistre son dixième Olympia en vinyle (33 tours PATHÉ MARCONI / EMI 2 C 066-14507) Olympia 77 produit par David Hewitt.

## Face A
1. L'amour c'est l'affaire des gens (Frank Thomas/Gilbert Bécaud) [4 min 05 s]
2. On a besoin d'un idéal (Louis Amade/Gilbert Bécaud) [2 min 26 s]
3. Le Petit Oiseau de toutes les couleurs (Maurice Vidalin/Gilbert Bécaud) [2 min 32 s]
4. La Vente aux enchères (Maurice Vidalin/Gilbert Bécaud) [6 min 57 s]
5. La Corrida (Louis Amade/Gilbert Bécaud) [5 min 05 s]

## Face B
1. Les cerisiers sont blancs (Maurice Vidalin/Gilbert Bécaud) [2 min 23 s]
2. Le Danseur (Pierre Delanoë/Gilbert Bécaud, Norman Gimbel) [4 min 35 s][1]
3. Les Caraïbes (Pierre Grosz/Gilbert Bécaud) [5 min 25 s]
4. Charlie, t'iras pas au paradis (Pierre Delanoë/Gilbert Bécaud) [6 min 00 s]
5. L'Indifférence (Maurice Vidalin/Gilbert Bécaud) [3 min 45 s]

## Musiciens
- Pierre Bannelier (basse]
- Mauricia Platon (chœur)
- Gilbert Sigrist (claviers)
- Benjamin Cohen (batterie)
- François Rolland, Pierre Dor'ragon (guitare)
- Michel Gaucher (saxophone)
- Bernard Levitte (synthé)
- Monsieur Pointu (violon)